# Раптор (фильм)
«Раптор» (англ. Raptor) — американский научно-фантастический фильм ужасов 2001 года режиссёра Джима Уайнорски (под псевдонимом Джей Эндрюс). Главные роли исполнили Эрик Робертс, Корбин Бернсен и Мелисса Брасселль. Фильм выпущен студией Роджера Кормана New Concorde. В фильме повторно используются кадры с динозаврами из серии низкобюджетных фильмов «Карнозавр» (1993—1996).

## Сюжет
В небольшом городке происходит серия загадочных убийств. Сначала погибают трое студентов, затем водитель грузовика, далее ухажёр дочери шерифа, Лолы, причём самой девушке чудом удаётся выжить. Шериф Джим Таннер предполагает, что речь идёт о неком диком животном, которое нападает на людей. Таннеру в расследовании помогает Барбара Филлипс, чьей специализацией как раз являются животные. Джим и Барбара отправляются в расположенную неподалёку исследовательскую лабораторию, так как там могут проводиться эксперименты над животными. Охранник сообщает им, что директора нет на месте и в этот раз полицейские уезжают ни с чем.
На деле же именно в этой лаборатории доктор Фрэнк Хайд занимается клонированием динозавров, попутно пытаясь внести изменения в их гены, сделав их более умными. В лаборатории содержатся рапторы и один тираннозавр. Панику же в округе наводит один из сбежавших рапторов. Первоначально, много лет назад, эти исследования проводились по заказу правительства, но из-за несчастных случаев правительство закрыло этот проект. Доктор Хайд же не смог бросить своё детище и продолжил тайно проводить исследования, найдя финансирование за границей.
Один из полицейских выезжает на вызов, связанный с вандализмом, но на месте ему приходится сразиться с раптором. Полицейский погибает, а Барбара позже находит в его теле зуб динозавра. Шериф пытается прояснить ситуацию у ФБР, но те ничего не знают и в свою очередь пытаются прояснить ситуацию у Пентагона. В Пентагоне подозревают, что Хайд не прекратил эксперименты с динозаврами и отправляют в лабораторию две команды спецназа. В это время в лаборатории в плену у Хайда оказываются шериф и Барбара, которые приехали туда уже с ордером на обыск.
В лаборатории отключают электричество, и динозавры разбегаются по всему комплексу. Прибывшие на место спецназовцы, которые не знали, кто им будет противостоять, увидев динозавров, принимают решение взорвать весь комплекс. Доктор Хайд пытается сбежать, но его съедает тираннозавр, которого шериф в свою очередь заталкивает погрузчиком обратно в здание. Комплекс взрывается и погребает динозавров под своими обломками.

## В ролях
- Эрик Робертс — шериф Джим Таннер
- Корбин Бернсен — доктор Фрэнк Хайд
- Мелисса Брасселль — Барбара Филлипс
- Тим Эбелл — капитан Коннелли
- Уильям Монро — капитан Йорк
- Лорисса Маккомас — Лола Таннер
- Фрэнк Новак — Лайл Шелл
- Грант Крамер — Джош Маккой
- Тереза Депрайст — Карен
- Гиги Эрнета — Хендерсон

## Рецензии
Критики описали фильм как «кинематографический мусор, созданный для лёгкого получения денег с продаж на видео». Несмотря на общую халтурность и несуразность фильма, некоторые обозреватели рекомендовали его к просмотру, именно из-за его специфического качества.